# Kevin Lomónaco
Kevin Joel Lomónaco (Lanús, 8 de enero de 2002) es un jugador de fútbol profesional argentino que juega como defensor para Independiente, de la Primera División de Argentina. Desde 2025 es internacional con la Selección Argentina.

## Trayectoria
Lomónaco es un producto de la cantera del Lanús. Subió al equipo principal en 2020, inicialmente en la pretemporada bajo Luis Zubeldía; notablemente participando en un amistoso ante Vélez Sarsfield en octubre. Su debut profesional fue en el 13 de diciembre ante el Aldosivi, donde apareció en los últimos cuatro minutos de la victoria por 2 a 1. El 1 de septiembre de 2021, se incorporó cedido al Platense hasta diciembre de 2022. En abril de 2022, se unió al Red Bull Bragantino del Campeonato Brasileño de Serie A con un contrato de cinco años.

### Tigre
El 27 de julio de 2023, regresó a Argentina y fue cedido al Club Atlético Tigre hasta el 30 de junio de 2024.
En septiembre de 2023, Lomónaco fue sancionado por la FIFA por amaños de partidos en Brasil, se le inhabilitó hasta el 10 de mayo de 2024.

## Selección nacional
En 2019, Lomónaco representó a Argentina en el equipo sub-17.
En 2025, fue convocado por Lionel Scaloni a la Selección mayor en el marco de las Eliminatorias a la Copa del Mundo 2026 para los duelos ante Chile y Colombia.

## Estadísticas

### Clubes
Actualizado de acuerdo al último partido jugado el 1 de agosto de 2025.
| Club                          | Div.          | Temporada     | Liga  | Liga  | Liga   | Copas nacionales | Copas nacionales | Copas nacionales | Torneos internacionales | Torneos internacionales | Torneos internacionales | Total | Total | Total  |
| Club                          | Div.          | Temporada     | Part. | Goles | Asist. | Part.            | Goles            | Asist.           | Part.                   | Goles                   | Asist.                  | Part. | Goles | Asist. |
| ----------------------------- | ------------- | ------------- | ----- | ----- | ------ | ---------------- | ---------------- | ---------------- | ----------------------- | ----------------------- | ----------------------- | ----- | ----- | ------ |
| C. A. Lanús Argentina         | 1.ª           | 2020          | —     | —     | —      | 2                | 0                | 0                | —                       | —                       | —                       | 2     | 0     | 0      |
| C. A. Lanús Argentina         | 1.ª           | 2022          | —     | —     | —      | 6                | 0                | 0                | —                       | —                       | —                       | 6     | 0     | 0      |
| C. A. Lanús Argentina         | Total club    | Total club    | 0     | 0     | 0      | 8                | 0                | 0                | 0                       | 0                       | 0                       | 8     | 0     | 0      |
| C. A. Platense Argentina      | 1.ª           | 2021          | 11    | 1     | 1      | —                | —                | —                | —                       | —                       | —                       | 11    | 1     | 1      |
| C. A. Platense Argentina      | Total club    | Total club    | 11    | 1     | 1      | 0                | 0                | 0                | 0                       | 0                       | 0                       | 11    | 1     | 1      |
| Red Bull Bragantino · Brasil  | 1.ª           | 2022          | 16    | 0     | 0      | 1                | 0                | 0                | —                       | —                       | —                       | 17    | 0     | 0      |
| Red Bull Bragantino · Brasil  | 1.ª           | 2023          | —     | —     | —      | 3                | 0                | 0                | —                       | —                       | —                       | 3     | 0     | 0      |
| Red Bull Bragantino · Brasil  | Total club    | Total club    | 16    | 0     | 0      | 4                | 0                | 0                | 0                       | 0                       | 0                       | 20    | 0     | 0      |
| C. A. Tigre Argentina         | 1.ª           | 2023          | —     | —     | —      | 1                | 0                | 0                | —                       | —                       | —                       | 1     | 0     | 0      |
| C. A. Tigre Argentina         | 1.ª           | 2024          | 5     | 0     | 0      | —                | —                | —                | —                       | —                       | —                       | 5     | 0     | 0      |
| C. A. Tigre Argentina         | Total club    | Total club    | 5     | 0     | 0      | 1                | 0                | 0                | 0                       | 0                       | 0                       | 6     | 0     | 0      |
| C. A. Independiente Argentina | 1.ª           | 2024          | 18    | 2     | 0      | 2                | 0                | 0                | —                       | —                       | —                       | 20    | 2     | 0      |
| C. A. Independiente Argentina | 1.ª           | 2025          | 21    | 0     | 0      | 3                | 0                | 0                | 6                       | 0                       | 1                       | 30    | 0     | 1      |
| C. A. Independiente Argentina | Total club    | Total club    | 39    | 2     | 0      | 5                | 0                | 0                | 6                       | 0                       | 1                       | 50    | 2     | 1      |
| Total carrera                 | Total carrera | Total carrera | 71    | 3     | 1      | 18               | 0                | 0                | 6                       | 0                       | 1                       | 95    | 3     | 2      |
| 1. 2. 3.                      |               |               |       |       |        |                  |                  |                  |                         |                         |                         |       |       |        |

### Selecciones nacionales
Actualizado de acuerdo al último partido jugado el 10 de junio de 2024.
| Selección          | Año               | Amistosos | Amistosos | Amistosos | Eliminatorias | Eliminatorias | Eliminatorias | Continental | Continental | Continental | Mundial | Mundial | Mundial | Total | Total | Total  |
| Selección          | Año               | Part.     | Goles     | Asist.    | Part.         | Goles         | Asist.        | Part.       | Goles       | Asist.      | Part.   | Goles   | Asist.  | Part. | Goles | Asist. |
| ------------------ | ----------------- | --------- | --------- | --------- | ------------- | ------------- | ------------- | ----------- | ----------- | ----------- | ------- | ------- | ------- | ----- | ----- | ------ |
| Sub-17 Argentina   | 2019              | 4         | 0         | 0         | —             | —             | —             | 7           | 0           | 0           | 4       | 0       | 0       | 15    | 0     | 0      |
| Sub-17 Argentina   | Total             | 4         | 0         | 0         | 0             | 0             | 0             | 7           | 0           | 0           | 4       | 0       | 0       | 15    | 0     | 0      |
| Sub-23 Argentina   | 2024              | 2         | 0         | 0         | —             | —             | —             | —           | —           | —           | —       | —       | —       | 2     | 0     | 0      |
| Sub-23 Argentina   | Total             | 2         | 0         | 0         | 0             | 0             | 0             | 0           | 0           | 0           | 0       | 0       | 0       | 2     | 0     | 0      |
| Absoluta Argentina | 2025              | —         | —         | —         | 0             | 0             | 0             | —           | —           | —           | —       | —       | —       | 0     | 0     | 0      |
| Absoluta Argentina | Total             | 0         | 0         | 0         | 0             | 0             | 0             | 0           | 0           | 0           | 0       | 0       | 0       | 0     | 0     | 0      |
| Total selecciones  | Total selecciones | 6         | 0         | 0         | 0             | 0             | 0             | 7           | 0           | 0           | 4       | 0       | 0       | 17    | 0     | 0      |
| 1. 2. 3.           |                   |           |           |           |               |               |               |             |             |             |         |         |         |       |       |        |